# Členění Afriky

Členění Afriky do pěti regionů podle geoschématu OSN

Členění Afriky na jednotlivé regiony v různých zdrojích není uváděno jednotně. Běžné členění Afriky definované OSN uvádí pět základních regionů, a to Severní Afrika, Západní Afrika, Střední Afrika, Východní Afrika a Jižní Afrika. Každý region je tvořen několika pevně určenými státy.
Jiné členění může být podle klimatu.

## Severní Afrika
Je tvořená 6 státy a na rozdíl od ostatních regionů má také jedno okupované území. Je označována jako islámská, její obyvatelé jsou převážně Arabové a muslimové. Větší část území je tvořena Saharou, je velice suchá a žít se dá pouze v oázách, kde lze nalézt podzemní vodu. Oázy zabírají pouhých 10 % rozlohy, zbylých 90 % je tvořeno pouští a polopouští. V oázách jsou pěstovány datlové palmy, fíkovníky, obiloviny a zelenina. V poušti se dobývala sůl, dnes se zde těží ropa. Státy Severní Afriky:
Alžírsko (Al-Jaza'ir/Alžír)
Egypt (Al-Qahira/Káhira)
Libye (Tarabulus/Tripolis)
Maroko (Ar-Ribat/Rabat)
Súdán (Al-Hartum/Chartúm)
Tunisko (Tunis)
okupované území Západní Sahara (Al-Ayun)

## Západní Afrika
Je druhým největším regionem a je tvořená 16 státy. Žije zde převážně obyvatelstvo s tmavou pletí, výjimkou je sever regionu. 80 % obyvatelstva pracuje převážně v zemědělství, rodiny zde jsou početné (6–7 dětí). Je tvořená převážně nížinami. Nachází se zde pestrá fauna, tvořená kopytníky, opicemi, ptáky a hady. Jen vzácně se zde vyskytují sloni a lvi. Tento region je největším dodavatelem kakaa na světě, významnou plodinou jsou zde také palmová jádra, olej a v neposlední řadě banány. Nalézá se zde také velké množství diamantů, ropy a zlata. Státy Západní Afriky:
Benin (Porto Novo)
Burkina Faso (Ouagadougou)
Côte d'Ivore (Yamoussoukro)
Gambie (Banjul)
Ghana (Accra)
Guinea (Conakry)
Guinea-Bissau (Bissau)
Kapverdy (Praia)
Libérie (Monrovia)
Mali (Bamako)
Mauritánie (Nawakshut)
Niger (Niamey)
Nigérie (Abuja)
Senegal (Dakar)
Sierra Leone (Freetown)
Togo (Lomé)

## Střední Afrika
Je tvořená 9 státy a rozkládá se mezi obratníkem Raka a 13 stupněm jižní šířky. Žije zde převážně černé obyvatelstvo. Je tvořená Saharou, severní polopouští a savanou (Čadská pánev). Urbanizace se zde dostává do svého vrcholného stádia. Hlavním průmyslovým odvětvím je pěstování a těžba vzácných stromů, např. ebenu. Pěstují se zde také banány, cukrová třtina, kakao, káva a kaučuk. V savanách se pěstuje převážně bavlník, arašídy a tabák. Státy Střední Afriky:
Angola (Luanda)
Čad (N'Djamena)
Demokratická republika Kongo (Kinshasa)
Gabon (Libreville)
Kamerun (Yaoundé)
Kongo (Brazzaville)
Rovníková Guinea (Malabo)
Středoafrická republika (Bangui)
Svatý Tomáš a Princův ostrov (Sao Tomé)

## Východní Afrika
Je to největší africký region, je tvořen 18 státy a je také označován jako Vysoká Afrika. Žije zde nejvíce obyvatel nakažených virem HIV. Region se skládá z náhorní plošiny, ve které se nachází soustava zlomových propadlin, např. jezero Malawi. Nachází se zde hodně národních parků, které jsou hojně navštěvované turisty. Ve starých horninách Afrického štítu nalezneme ložiska rud, diamantů a jiných surovin. Nacházejí se zde savany, řídké tropické porosty a deštné pralesy. Tento region je bohatý na faunu, kterou tvoří převážně antilopy, nosorožci, sloni, žirafy a další. Pěstuje se zde kukuřice, maniok, rýže a další plodiny. Těží se zde kobalt, zinek, olovo, stříbro, zlato, kadmium a germanium. Státy Východní Afriky:
Burundi (Bujumbura)
Džibutsko (Gibuti)
Eritrea (Asmera)
Etiopie (Addis Abeba)
Keňa (Nairobi)
Komory (Moroni)
Jižní Súdán (Džuba)
Madagaskar (Antananarivo)
Malawi (Lilongwe)
Mauricius (Port Louis)
Mosambik (Maputo)
Rwanda (Kigali)
Seychely (Victoria)
Somálsko (Muqdisho/Mogadišo)
Tanzanie (Dodoma, Dar es Salaam)
Uganda (Kampala)
Zambie (Lusaka)
Zimbabwe (Harare)

## Jižní Afrika
Je to malý region co do počtu států, je tvořen 5 státy. Za významné oblasti tohoto regionu se dá považovat Dračí hora, poušť Kalahari, Namibská poušť a řeka Zambezi (ta je zdrojem vodní energie). Nejmodernějším státem s výrobním potenciálem je Jihoafrická republika, v ostatních státech převažuje těžební průmysl a zemědělství. Zemědělství zde plně pokrývá potřeby obyvatelstva. Státy Jižní Afriky:
Botswana (Gaborone)
Jihoafrická republika (Pretoria, Kapské Město, Bloemfontein)
Lesotho (Maseru)
Namibie (Windhoek)
Svazijsko (Mbabane)

## Dělení podle klimatu
Další způsob dělení Afriky na regiony může být podle klimatu:[zdroj?]
- Sahara je rozsáhlé, ale liduprázdné území na severu Afriky, které je největší pouští na světě.
- Maghreb je region v severozápadní Africe obsahující pobřeží pohoří Atlas v Maroku, Alžírsku a Tunisku.
- Sahel je region obsahující travnatý pás na jihu Sahary a táhne se od Senegalu až k Súdánu.
- Súdán sousedí s východním Sahelem, ale je zde o trochu více srážek a daří se tu lépe zemědělství.
- Guinea sousedí se Sahelem, je pokrytá tropickými lesy. Zabírá pobřeží Atlantského oceánu od Guineje a Nigérie.
- Kongo je region deštných pralesů v Konžské pánvi.
- Velká jezera je oblast vymezená sedmi velkými jezery (Albertovo jezero, Edwardovo jezero, jezero Tanganika, Viktoriino jezero, jezero Kyoga, jezero Kivu a jezero Malawi). Patří sem státy Uganda, Rwanda a Burundi. Částečně sem zasahuje Keňa, Tanzanie a Demokratická republika Kongo.